# Gunnar Mattsson (författare)

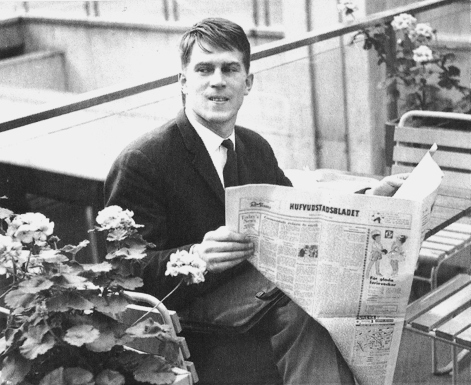
Redaktör Gunnar Mattsson år 1963.

Kaj Gunnar Wolter Mattsson, född 5 maj 1937 i Helsingfors, död 9 augusti 1989 i Helsingfors, var en finlandssvensk författare och redaktör (Hufvudstadsbladet).

## Biografi
Mattsson blev känd med romanen Prinsessan, 1965, där han berättar om sin familj inför en svår sjukdom. Boken översattes till 30 språk, och han fick  Tack för boken-medaljen. Också boken Gunnar väckte uppmärksamhet. Där berättar han om sin alkoholism. I Kungen han berättar vad händer när man blir en succéförfattare. Han berättar om sina egna erfarenheter efter Prinsessan.

## Verk
- Blott Sverige svenska krusbär har. 1963. Bild Kari Suomalainen
- Lapitip, 1964
- Blott Finland finska sjöar har, 1965. Bild Kari Suomalainen
- Prinsessan, 1965
- Prinsen, 1966. Teckningar Henrik Tikkanen
- Eden, 1967,
- Sovstadsparadiset, 1968
- Jätten, 1969,
- Kungen, 1971
- Helsingfors impressioner, 1981. Bild Kari Hakli
- Gunnar, 1987